# Communauté de communes Gavarnie-Gèdre
La communauté de communes Gavarnie-Gèdre est une ancienne communauté de communes française, située dans le département des Hautes-Pyrénées et la région Occitanie. La création de la commune nouvelle de Gavarnie-Gèdre par fusion de ses deux communes membres au 1er janvier 2016 a entraîné sa disparition.

## Composition
Elle était composée des communes suivantes :
| Nom           | Code Insee | Gentilé    | Superficie (km2) | Population (dernière pop. légale) | Densité (hab./km2) |
| ------------- | ---------- | ---------- | ---------------- | --------------------------------- | ------------------ |
| Gèdre (siège) | 65P01      | Gédrois    | 144,57           | 247 (2013)                        | 1,7                |
| Gavarnie      | 65188      | Gavarniens | 82,54            | 130 (2013)                        | 1,6                |

## Démographie
| 2009 | 2012 |
| ---- | ---- |
| 399  | 382  |

## Liste des Présidents successifs
| Période | Période | Identité         | Étiquette | Qualité        |
| ------- | ------- | ---------------- | --------- | -------------- |
| 2000    | 2014    | Francis Caussieu |           | Maire de Gèdre |
| 2014    | 2015    | Michel Gabail    |           |                |